# 戦時金融金庫
戦時金融金庫（せんじきんゆうきんこ）は、軍需などの生産力増強や産業再編のための資金供給、株式市場の安定のための資金供給など、第二次世界大戦下における企業の金融支援を目的として設立された日本の金融機関である。

## 概要
1942年2月19日に公布された戦時金融金庫法に基づいて同年4月18日に日本共同証券会社を母体として資本金3億円（うち政府資金2億円）で発足した。初代総裁は小倉正恒。同社は戦時金融公債を発行して資本金の10倍までの金額（1945年2月に30倍に拡大）の資金を調達することが認められ、公債の買い入れは民間金融機関の負担とされた。これと日本銀行からの融資を元手に軍需産業や国策会社を中心にリスクの高い多額の融資を行い、閉鎖時の融資残高が588社30億7,444万円分にも達していた。また、株式市場にも介入を行い、最終的に11億円余りの株式を保有していた。
降伏後、1945年9月30日、GHQは終戦連絡中央事務局を通じ日本政府に対し「植民地銀行、外国銀行及び特別戦時機関の閉鎖」に関する覚書を交付。この覚書に基づき、戦時金融金庫は即時閉鎖の対象（閉鎖機関）となった。

## 歴代総裁
- 小倉正恒:1942年4月18日 - 1944年3月4日
- 大野龍太:1944年3月4日 - 1945年9月30日